# FC Soualiga
Der Football Club Soualiga ist ein Fußballverein auf der niederländischen Karibikinsel Sint Maarten. Sowohl die Männer- als auch die Frauenmannschaft spielen in der Sint Maarten Premier League, der höchsten Spielklasse der Sint Maarten. Hauptsponsor des Vereins ist der Internationale Flughafen Princess Juliana.

## Geschichte

### Herrenfußball-Mannschaft
Der Verein wurde 2014 in Philipsburg gegründet und nimmt seit der Saison 2016/17 an der Sint Maarten Premier League teil. In der Saison 2018/19 wurde Soualiga Vizemeister. 2022/23 verschwand der Verein kurzzeitig aus der Liga, kehrte aber nach einer Saison zurück. In der Saison 2023/24 belegte der FC Soualiga mit Platz 4 den letzten Platz und hatte eine sportlich schlechte Saison. In 12 absolvierten Ligaspielen holte der Verein 0 Punkte, schoss nur 4 Tore und kassierte insgesamt 80 Gegentore.

### Frauenfußball-Mannschaft
Die Frauenmannschaft nahm 2022/23 an der Sint Maarten Women’s League teil, die jedoch nie ausgespielt wurde.

## Stadion
Die Heimspielstätte des Vereins ist der Raoul Illidge Sports Complex, der eine Kapazität von 3000 Zuschauern hat.